# Brahim Asloum
Brahim Asloum (n. 31 ianuarie 1979, Bourgoin-Jallieu, Rhône-Alpes, Franța) este un boxer ce a reprezentat Franța, medaliat olimpic. A participat la o ediție a Jocurilor Olimpice (2000) în care a câștigat o medalie de aur.

## Participări
Lista de mai jos prezintă principalele competiții la care a participat Brahim Asloum de-a lungul carierei.
- boxing at the 2000 Summer Olympics – light flyweight[*]